# Makedonska gajda
Makedonska gajda je makedonsko narodno glazbalo, u naravi puhačko. 
Sastoji se od meva (mješine), duvala (cijevi za puhanje), brčala ili bučala koji daje drugi glas i gajdarke sa sedam rupa. 
Gajdu je prije upotrebe potrebno naštimati. Svira se uz narodne pjesme i plesove.